# Piani d'Aquilente
I Piani d'Aquilente sono un altopiano montano, compreso all'interno dei Monti del Cicolano, tra i territori dei comuni di Petrella Salto e Fiamignano, in Lazio. Posti ad una quota di circa 1.150 m per una lunghezza di circa 5-6 km, nella parte settentrionale sono adiacenti all'altopiano di Rascino e sono compresi tra i Monti di Petrella a ovest, il Monte Tra le Serre ad est e il Monte Serra a sud. In essi è presente anche il piccolo laghetto montano di Petrella o lago di Aquilente.